# 農業展覧館駅
農業展覧館駅（のうぎょうてんらんかんえき）は、中華人民共和国北京市朝陽区に位置する北京地下鉄10号線の駅である。

## 駅構造
島式ホーム1面2線を有する地下駅。

## 駅周辺
- 全国農業展覧館（中国語版）

## 歴史
- 2008年7月19日 - 開業。

## 隣の駅
北京地下鉄
■10号線
亮馬橋駅 - 農業展覧館駅 - 団結湖駅
座標: 北緯39度56分25秒 東経116度27分23秒 / 北緯39.94023度 東経116.45628度